# (9693) Bleeker
(9693) Bleeker es un asteroide que forma parte del cinturón de asteroides y fue descubierto por Cornelis Johannes van Houten, Ingrid van Houten-Groeneveld y Tom Gehrels el 24 de septiembre de 1960 desde el observatorio del Monte Palomar, Estados Unidos.

## Designación y nombre
Bleeker recibió al principio la designación de 6547 P-L. Se llama así por Johan Bleeker (n. 1942), quien es director de la Organización de Investigación Espacial de Durch y profesor de física espacial en la Universidad de Utrecht, escribió muchos artículos sobre astrofísica de rayos X. Codescubridor del fondo difuso de rayos X del cielo, también fue el primer autor de artículos sobre el descubrimiento de los electrones primarios en los rayos cósmicos.

## Características orbitales
Bleeker orbita a una distancia media del Sol de 2,427 ua, pudiendo alejarse hasta 2,934 ua y acercarse hasta 1,920 ua. Su inclinación orbital es 3,087 grados y la excentricidad 0,209. Emplea 1381,40 días en completar una órbita alrededor del Sol.
Pertenece a la familia de asteroides de (135) Hertha.

## Características físicas
La magnitud absoluta de Bleeker es 14,43.